# Шукя
Шукя (рум. Șuchea) — село у повіті Бузеу в Румунії. Входить до складу комуни Кенешть.
Село розташоване на відстані 114 км на північ від Бухареста, 34 км на північний захід від Бузеу, 112 км на захід від Галаца, 80 км на схід від Брашова.

## Населення
За даними перепису населення 2002 року у селі проживали 262 особи, усі — румуни. Усі жителі села рідною мовою назвали румунську.